# Robert Burnett

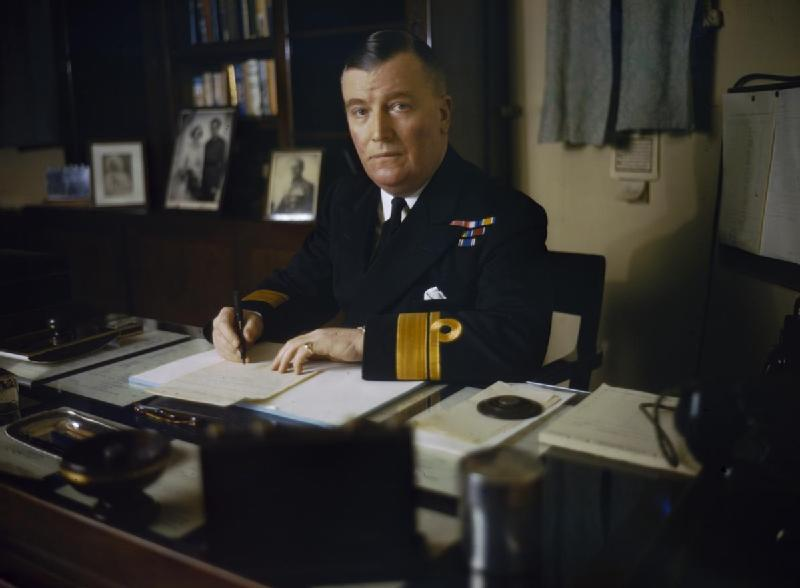
Robert Lindsay Burnett

Sir Robert Lindsay Burnett, GBE, KCB, DSO (* 22. Juli 1887 in Old Deer; † 2. Juli 1959 in London) war ein Admiral der Royal Navy.

## Karriere in der britischen Kriegsmarine
Nach seinem Unterricht an der Bedford School, trat Burnett im Jahr 1902 in die Royal Navy ein. Er diente ab 1904 in der China Station und ab 1908 in der Atlantik- und Mittelmeerflotte. 1911 wurde er Ausbilder an den Schulen der Marine für körperliche Ertüchtigung in Harwich, Shotley und Plymouth.
Er diente im  Ersten Weltkrieg, in dessen Verlauf er 1914 im Seegefecht bei Helgoland  und 1915 im Gefecht auf der Doggerbank Feindberührung hatte. Danach wurde er zum Kommandierenden Offizier der Zerstörer der Grand Fleet befördert. 1933 wurde er Direktor für körperliche Ertüchtigung und Sport. Er diente auch im Zweiten Weltkrieg, währenddem er von 1942 an die Zerstörerflottille der Home Fleet kommandierte. Ab 1943 war er Kommandant des 10. Kreuzerschwadrons und kämpfte, während er an Bord der Belfast war, in der Nordsee, insbesondere im Seegefecht vor dem Nordkap, wo er eine Rolle bei der Versenkung des deutschen Schlachtschiffes Scharnhorst spielte. Seit 1944 war er Oberkommandierender der South Atlantic Station, einer der geographischen Verantwortungsbereiche der Royal Navy.
1947 wurde er Oberkommandierender von Plymouth und ging 1950 in den Ruhestand.

## Familie
1915 heiratete er Ethel Constance Shaw; die Ehe blieb kinderlos. Sein älterer Bruder war der Air Chief Marshal Charles Burnett.